# Tobias Biallosterski
Tobias Biallosterski (Bloemendaal, 18 april 1920 - Scheveningen, 25 februari 1945) zat bij het verzet tijdens de Tweede Wereldoorlog.
Voor de oorlog werkte Tobias Biallosterski voor de Marnix-apotheek te Haarlem. Vader Biallosterski was een Nederlandse diamantair, zijn broer Bennie Biallosterski (24 februari 1924 - 8 februari 1945)  overleed in Buchenwald.

## De oorlog
Biallosterski hielp Joden en geallieerde piloten en was tevens betrokken bij de illegale pers, vooral bij Het Parool.
Op 8 oktober 1943 vertrok hij naar Engeland waar hij als dienstplichtige ingedeeld werd bij de Nederlandse troepen. Hij werd geplaatst bij het Bureau Bijzondere Opdrachten, en werd per 1 januari 1944 tijdelijk sergeant van Speciale Diensten. Op 23 september dat jaar werd hij eervol ontslagen en tijdelijk reserve-eerste luitenant van Algemene Dienst.
Biallosterski werd op 31 maart 1944 met Jan Steman bij Etten geparachuteerd om radiocontacten tussen Londen en de illegale pers te verbeteren. Toen zijn radio gestolen bleek te zijn, ging hij op 19 april 1944 via Frankrijk en Spanje terug naar Engeland.
In juli 1944 trouwde hij in Londen met de Deense Eva Skotting.
Op 9 september 1944 werd hij weer gedropt. Nu als liaison-officier voor Koningin Wilhelmina bij de leiding van het verzet, tevens moest hij wapendroppings voorbereiden. 
Biallosterski was voor de oorlog verloofd met een joods meisje, genaamd Klara Oudkerk. Zij was geboren in Den Helder, maar verhuisde ook naar Amsterdam. Zij was een nicht van Sarah Oudkerk, de vriendin van Henk Pelser. Die had Tobias al voor de oorlog leren kennen en kwam waarschijnlijk via de vriendin van Henk met zijn verloofde in contact. De verlovingsring die Tobias haar gaf heeft Klara haar hele leven gedragen.
Om de één of andere reden werd de verloving verbroken, maar ze hielden nog wel contact met elkaar, zelfs toen Biallosterski voor zijn tweede missie in Amsterdam zat. Hij ging toen op bezoek bij vrienden van de ouders van Klara, de familie Bürmann. Meneer Bürmann heeft Biallosterski tijdens dit bezoek aangeraden zich anders te kleden, want hij droeg veel te nette kleding en mooie gepoetste schoenen die hij vanuit Engeland kreeg. Men droeg geen mooie kleding meer aangezien er vrijwel geen kleding meer te koop was. Biallosterski was echter een beetje een dandy en moest en zou er altijd netjes uitzien. Dit is hem later fataal geworden. Op 10 februari 1945 werd hij bij Wognum gearresteerd en naar Obdam gebracht. Tijdens een poging te ontsnappen werd hij door de Landwacht in zijn borst geschoten en opnieuw gevangengenomen. Hij kwam terecht in het hospitaal van de gevangenis van Scheveningen (het Oranjehotel), waar hij op 25 februari aan zijn verwondingen overleed.

## Onderscheidingen
- Bronzen Kruis 1943
- Militaire Willems-Orde (MWO.4)
- Lid in de Orde van het Britse Rijk

Op 25 februari 1946 is hij postuum in het register van Ridders der 4e klasse der Militaire Willems-Orde ingeschreven. De medaille werd door Prins Bernhard op 6 april 1946 in Kopenhagen aan zijn echtgenote uitgereikt.
In Santpoort-Noord is de Biallosterskilaan naar hem vernoemd.